# 1,3-戊二烯
1,3-戊二烯，也称为间戊二烯（英語：Piperylene），是一种共轭二烯烃，结构式CH2=CHCH=CHCH3，存在两种顺反异构体，常温常压下为无色液体，具有挥发性，且易燃，可作为塑料生产的单体。